# هم‌اندیش
هم‌اندیش (به اسپرانتو: Samideano) عنوانی است که اسپرانتودانان یا همان اسپرانتیست‌ها همدیگر را با آن مورد خطاب قرار می‌دهند.